# Ischnocera
Ischnocera — большое надсемейство вшей. Они в основном паразитируют на птицах, однако большое семейство (Trichodectidae) паразитирует на млекопитающих. Род Trichophilopterus также встречается у млекопитающих (лемуров), но, вероятно, данный род принадлежит к «птичьему» семейству, а лемуры представляют собой переходного хозяина от птиц к млекопитающим. Это жующая вошь, которая питается перьями и остатками кожи птиц. Многие из птичьих семейств Ischnocera развили удлиненную форму тела. Это позволяет им спрятаться между стержнями перьев и избежать смещения во время чистки перьев или полета.
Таксономия группы нуждается в пересмотре, поскольку несколько филогенетических исследований показали, особенно в отношении двух основных семейств Philopteridae и Trichodectidae, что группа является парафилетической. Чтобы решить эту проблему, в 2020 г. Де Мойя предложил сохранить большинство видов (включая Philopteridae) в составе Ischnocera, а затем переместить Trichodectidae в отдельную группу под названием Trichodectera.
Ischnocera в настоящее время состоит из следующих семейств:
- Philopteroidea
  - Goniodidae
  - Heptapsogasteridae
  - Lipeuridae
  - Philopteridae (Парафилики)
  - Trichophilopteridae
- Trichodectoidea
  - Bovicolidae
  - Dasyonygidae
  - Trichodectidae (Власоеды)